# ژیلا بنی‌یعقوب
ژیلا بنی‌یعقوب روزنامه‌نگار، فعال حقوق بشر و فعال سیاسی و استمرار گرا است. او دبیر سرویس اجتماعی روزنامه سرمایه و سردبیر وبگاه کانون زنان ایرانی است. بنی‌یعقوب در سال ۲۰۰۹ برنده جایزه شجاعت در روزنامه‌نگاری شد. ژیلا بنی یعقوب در خرداد ماه ۱۳۸۸دستگیر و در دادگاه به یک سال حبس و سی سال ممنوعیت از روزنامه‌نگاری محکوم شد.

## زندگی‌نامه
ژیلا بنی یعقوب در شهرستان بندر انزلی متولد شد. او سال‌ها در تحریریه مطبوعات مختلف از جمله روزنامه‌های نوروز، وقایع الاتفاقیه، سرمایه و… فعالیت داشته‌است و دبیر سرویس اجتماعی روزنامه سرمایه و سردبیر وبگاه «کانون زنان ایرانی» است. همسر وی، بهمن احمدی امویی، روزنامه‌نگار اقتصادی و از هواداران سید محمد خاتمی است.
دبیر سرویس اجتماعی روزنامه سرمایه و سردبیر سایت کانون زنان ایرانی در ۳۰ خرداد ۱۳۸۸، در جریان وقایع پس از انتخابات ریاست جمهوری و سرکوب گسترده معترضان به نتایج این انتخابات، همراه با شوهرش بهمن احمدی امویی بازداشت شد و در خرداد سال ۱۳۸۹ به یک سال حبس و ۳۰ سال محرومیت از شغل روزنامه‌نگاری محکوم گردید.
هم‌زمان با انتقال ژیلا بنی یعقوب به زندان اوین، بهمن احمدی امویی، روزنامه‌نگار اقتصادی، از اوین به زندان رجایی شهر تبعید شد. این در حالی بود که حکم محکومیت آقای احمدی امویی به پنج سال زندان در تهران صادر شده بود و محکومیت تبعید در آن وجود نداشت.
بنیاد بین‌المللی رسانه‌های زنان در سال ۲۰۰۹ جایزه شجاعت در روزنامه‌نگاری را به ژیلا بنی یعقوب اختصاص داد. سازمان غیردولتی «روزنامه‌نگاران کانادایی مدافع آزادی بیان» نیز در سال ۲۰۰۹ ژیلا بنی یعقوب را به عنوان برنده «جایزه جهانی آزادی بیان» برگزید.
ژیلا بنی یعقوب که از فعالان حقوق زنان و عضو کمپین یک میلیون امضا برای تغییر قوانین ناعادلانه علیه زنان بوده‌است، در سال ۲۰۱۰ نیز جایزه ویژه «آزادی بیان» گزارشگران بدون مرز را به خاطر وبلاگ «ما روزنامه‌نگاریم» به دست آورد.
روز سه شنبه۲۸ خرداد ماه، ژیلا بنی یعقوب بر اثر سقوط جسمی سخت از دیوار هواخوری بند زنان زندان اوین و اصابت آن به سرش مصدوم و به بهداری زندان و سپس به بیمارستان شهدای تجریش منتقل شده بود. به نوشته کلمه به رغم توصیه پزشکان در مورد لزوم نگهداری او در بیمارستان مقام‌های زندان او را به زندان بازگرداندند.
قرار بود ژیلا بنی یعقوب در اوایل تیرماه آزاد شود، که در دوم تیرماه ۱۳۹۲ این روزنامه‌نگار زندانی از بند زنان زندان اوین آزاد شد؛ وی در ۱۲ شهریورماه سال ۱۳۹۱ برای گذراندن دوره یک سال زندان خود به اداره اجرای احکام اوین فراخوانده شده بود.

## جوایز
در سال ۲۰۰۹ میلادی «بنیاد بین‌المللی رسانه‌های زنان»، «جایزه شجاعت در روزنامه‌نگاری» را به وی اهدا کرد. او ۳۰ خرداد ۱۳۸۸ در جریان پیامدهای اعلام نتایج انتخابات ریاست جمهوری ایران بازداشت شد.

## حکم دادگاه و محرومیت از روزنامه‌نگاری
در خرداد ۱۳۸۹ دادگاه انقلاب اسلامی او را به یک‌سال حبس تعزیری و ۳۰ سال محرومیت از شغل روزنامه‌نگاری محکوم کرد.